# Patersonia argyrea
Patersonia argyrea är en irisväxtart som beskrevs av David Alan Cooke. Patersonia argyrea ingår i släktet Patersonia och familjen irisväxter. Inga underarter finns listade i Catalogue of Life.